# Charles S. Thomas

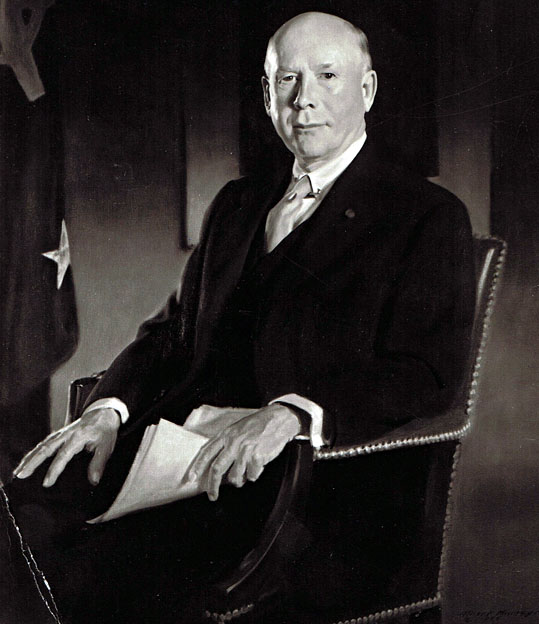
Charles S. Thomas

Charles S. Thomas (* 28. September 1897 in Independence, Missouri; † 17. Oktober 1983 in Corona del Mar, Kalifornien) war ein US-amerikanischer Geschäftsmann und Politiker, der von 1954 bis 1957 als Marinestaatssekretär der Vereinigten Staaten amtierte.
Der ursprünglich aus Missouri stammende Charles Thomas lebte ab 1914 in Kalifornien. Er studierte zunächst an der University of California und später an der Cornell University, die er nach dem Eintritt der Vereinigten Staaten in den Ersten Weltkrieg verließ, um als Marineflieger in der US Navy zu dienen. Nach seinem Abschied vom Militär begann er für die Investmentbank George H. Burr Company in Los Angeles zu arbeiten; 1925 erlangte er dort den Status eines Partners. 1932 verließ er das Unternehmen und wurde Vizepräsident von Foreman and Clarke, einer Einzelhandelskette, der er ab 1937 als Präsident vorstand.
Gegen Ende der 1930er-Jahre trat Thomas in Regierungsdienste und wurde als Under Secretary of the Navy Stellvertreter des Marineministers. Während des Zweiten Weltkriegs fungierte er zunächst als Sonderberater von Artemus Gates, dem stellvertretenden Marineminister für Luftfahrtangelegenheiten; später war er in gleicher Funktion für James V. Forrestal tätig, der am 19. Mai 1944 der letzte Secretary of the Navy im Kabinettsrang wurde. Während dieser Zeit war er maßgeblich an der Einrichtung eines Systems zur Bestandskontrolle bei der US Navy beteiligt. Für seine Verdienste während des Krieges wurde er mit der Presidential Medal for Merit und der Distinguished Service Medal ausgezeichnet.
Während er für die Regierung arbeitete, ging Charles Thomas auch noch weiteren Beschäftigungen nach. So war er unter anderem Direktor bei Lockheed, Vizepräsident der Handelskammer von Los Angeles und Leiter der Flughafenaufsicht in dieser Stadt. Am 5. August 1953 wurde er dann nach der Nominierung durch Präsident Dwight D. Eisenhower und der Bestätigung durch den US-Senat als Staatssekretär im Verteidigungsministerium mit Zuständigkeit für Versorgung und Logistik vereidigt. Innerhalb seiner Behörde rückte er schließlich am 3. Mai 1954 als Nachfolger des zum stellvertretenden Verteidigungsminister ernannten Robert B. Anderson zum Secretary of the Navy auf. Dieses Amt bekleidete Thomas bis zum 1. April 1957.